# Lovilec sanj
Lovilec sanj je v kulturah ameriških domorodcev ročno izdelan predmet, osnovan na obroču (tradicionalno iz vrbe), v katerega je vpletena mreža. Lahko je tudi okrašen z različnimi predmeti, največkrat so to peresa.
Indijanci verjamejo, da so sanje sporočila duhov iz onstranstva. Nekateri verjamejo, da lovilci sanj privlačijo sanje v svoje mreže, dobri duhovi najdejo pot skozi luknjo ter lebdijo med posvečenimi peresi nad spečimi ljudmi, slabi duhovi pa se ujamejo v mreže in se stopijo v jutranjem soncu. Spet drugi verjamejo, da cele noči lovi sanje, dobre in slabe in jih shrani, da se jih zjutraj spomnimo.